# Вајбштат
Вајбштат (њем. Waibstadt) град је у њемачкој савезној држави Баден-Виртемберг. Једно је од 54 општинска средишта округа Рајн-Некар. Према процјени из 2010. у граду је живјело 5.711 становника. Посједује регионалну шифру (AGS) 8226091.

## Географски и демографски подаци
Вајбштат се налази у савезној држави Баден-Виртемберг у округу Рајн-Некар. Град се налази на надморској висини од 172 метра. Површина општине износи 25,6 km². У самом граду је, према процјени из 2010. године, живјело 5.711 становника. Просјечна густина становништва износи 223 становника/km².

## Међународна сарадња
| Мјесто     | Држава   | Врста сарадње | Од    |
| ---------- | -------- | ------------- | ----- |
| Подерсдорф | Аустрија | контакт       | 2000. |
| Извор      |          |               |       |